# Compagnie du chemin de fer du Simplon
De Compagnie du chemins de fer du Simplon (afgekort Compagnie Simplon) was een Zwitserse spoorwegonderneming uit de periode van 1875 tot 1881.

## Geschiedenis
Op 1 juni 1874 ging de Ligne d'italie over in de Compagnie du Simplon. 
De Compagnie du chemins de fer du Simplon  werd op 18 juni 1875 werd de opgericht.
Het traject van Leuk naar Brig werd op 16 juni 1878 geopend en op 1 juli 1878 was de ingebruikname van het traject.
De Chemins de fer de la Suisse Occidentale (SO) fuserde op 28 juni 1881 met de Compagnie du chemin de fer du Simplon Compagnie Simplon (S) tot de Suisse Occidentale-Simplon (SOS).
Na zeven jaar in 1888 volgde ook de aankoop van de Jura-Bern-Luzern-Bahn.

## Traject
Het aangelegde traject is onderdeel van de Simplon spoorlijn van Lausanne naar Brig.